# OpenRCT2
OpenRCT2 est un jeu vidéo de simulation de construction et de gestion qui simule la gestion d'un parc d'attractions. Il s'agit d'une réimplémentation et d'une extension gratuite et open source du jeu vidéo RollerCoaster Tycoon 2 de 2002. Afin de créer un clone précis de RollerCoaster Tycoon 2, le jeu a été progressivement écrit dans le langage de programmation C indépendant de la plate-forme. En plus de diverses modifications de gameplay, les développeurs ont corrigé un certain nombre de bugs et de problèmes présents dans le jeu original.

## Système de jeu
En tant que réimplémentation, OpenRCT2 nécessite qu'une copie du jeu original ou de la réédition « Classic » soit déjà installée sur l'ordinateur. Le gameplay d'OpenRCT2 est, de par la nature du projet, très similaire au jeu original RollerCoaster Tycoon 2 sur lequel il est basé. Cependant, la réimplémentation comporte un certain nombre de changements : 
- Mode avance rapide ;
- Prise en charge du multijoueur ;
- Prise en charge des résolutions haute définition[7] ;
- Prise en charge de fréquences d'images plus élevées[8] ;
- Prise en charge du contenu du jeu original RollerCoaster Tycoon, comme les scénarios ;
- Augmentation des limites logicielles précédentes sur les parcs, telles que la disponibilité des paysages[9] ;
- Options permettant de dépasser ou d'ajuster les restrictions telles que la hauteur maximale[4] ;
- Conditions de victoire anticipée facultatives, si les objectifs sont atteints avant la fin du temps imparti ;
- Améliorations de l'IA de recherche de chemin[10] ;
- Triche.

## Développement
Le développement du jeu a commencé le 2 avril 2014 par Ted « IntelOrca » John et a été poursuivi par 250 autres contributeurs,.
En 2019, le jeu a été porté sur la Nintendo Switch (à firmware personnalisé) par le moddeur rsn8887 en tant que jeu homebrew, comprenant la prise en charge de l'écran tactile.
Une mise à jour majeure en 2022 a permis au jeu d'utiliser RollerCoaster Tycoon Classic (un portage officiel des jeux originaux) comme chemin d'installation de base.
En mai 2023, Allister Brimble, qui avait créé les thèmes des deux premiers jeux de la série RollerCoaster Tycoon, a composé une nouveau morceau pour OpenRCT2. Commandé par le YouTubeur Deurklink, le morceau a été payé par ses abonnés Patreon, dans ce qu'il a qualifié d'effort financé par la communauté. Le thème a été ajouté au jeu dans une mise à jour de septembre 2023, qui a également ajouté de nouveaux arrière-plans de menu principal sélectionnés via un concours. La même mise à jour a également permis de débloquer la fréquence de rafraichissement de la caméra et de l'interface utilisateur par rapport à la limite précédente de 40 Hz.

## Réception
PC Gamer a salué la plus grande marge de créativité offerte par le nouvel ensemble d'outils, ajoutant : « « vous pouvez construire le parc de vos rêves avec des montagnes russes qu'aucune personne sensée qui tient à ses intestins n'envisagerait de monter. C'est une excellente façon de revenir à un jeu PC classique aussi merveilleux ». Vice a noté qu'OpenRCT2 « permet aux joueurs une plus grande liberté dans ce qu'ils sont capables de construire ». Kotaku Australie a souligné qu'OpenRCT2 permet à RollerCoaster Tycoon 2 de bien fonctionner sur les systèmes modernes, et propose un support multijoueur, ce qui affaiblit l'incitation à acheter RollerCoaster Tycoon Classic, sorti plus tard.
En 2020, Nerdist a suggéré OpenRCT2 parmi d'autres jeux anti-stress à jouer pendant la pandémie de COVID-19.